# Gewerkschaften in Russland
Die Gewerkschaften in Russland gehören zum größten Teil einem der beiden Gewerkschaftsbünde
- Föderation der Unabhängigen Gewerkschaften Russlands (FNPR) und
- Konföderation der Arbeit Russlands (KTR)

an.
Die Corona-Krise hat zur Bildung neuer Gewerkschaften im Sektor der Plattformökonomie geführt. Es bildeten sich Zusammenschlüsse von Arbeitern (z. B. Taxifahrer oder Lieferpersonen des Delivery Clubs), die entstehende Verstoße gegen das Arbeitsrecht bekämpften. Einige von ihnen bildeten sich weiter zu Gewerkschaften, andere wiederum zerfielen kurz danach.

## Geschichte, rechtliche Situation
In Russland kam es nach dem Ende der Sowjetzeit, wie in vielen Staaten der ehemaligen Sowjetunion, zu einer Legitimitätskrise und damit einhergehend, zu einem Mitgliederschwund. Die FNPR, der formell größte Dachgewerkschaftsverband Europas, hat zwar immer noch 28 (nach anderen Angaben für das Jahr 2012: 24) Millionen Mitglieder, aber 1993 waren es noch fast 60 Millionen. Zwischen 1992 und 1999 verließen ca. 3 Millionen Arbeiter pro Jahr die Gewerkschaften. Die KTR, der zweitgrößte Gewerkschaftsdachverband, entstanden aus der Zeit des sowjetischen Arbeiteraktivismus von 1988 – 1993 und 1995 offiziell gegründet, konnte davon jedoch kaum profitieren.
Die Zivilgesellschaft in Russland ist insbesondere nach 2012 mit der Verabschiedung des sogenannten »Agenten-Gesetzes« in einer schwierigen Situation. Gewerkschaften fallen eigentlich nicht unter diese einschränkenden Gesetze, bisher müssen sie also nicht ihre Finanzen in gleichem Maße offenlegen und laufen keine Gefahr, als »ausländische Agenten« deklariert zu werden. Anfang 2018 wurde dennoch die Gewerkschaft MPRA (Interregionale Gewerkschaft Arbeiter-Allianz) von einem Gericht in St. Petersburg mit Verweis auf Grundlage des »Agenten-Gesetzes« verboten. Im Mai 2018 wurde die Entscheidung vom Obersten Gericht zwar wieder zurückgenommen. Dennoch war der Versuch deutlich zu erkennen den Gewerkschaften die Grenzen ihres Handlungsbereiches zu verdeutlichen.

## Mitgliederzahlen, internationale Anbindung
| Name des Gewerkschaftsbunds                                                                                | Mitglieder | Zugehörigkeit zu einem Internationalen Gewerkschaftsverband |
| --- | ---------- | ----------------------------------------------------------- |
| Федерация Независимых Профсоюзов России, ФНПР (Föderation der unabhängigen Gewerkschaften Russlands, FNPR) | 27.800.000 | IGB, GCTU                                                   |
| Конфедерáция трудá России – КТР (Konföderation der Arbeit Russlands, KTR)                                  | 2.110.000  | IGB                                                         |

(Alle Angaben nach FES, Gewerkschaftsmonitor Russland 2021 (s. Literatur), S. 4; zu den Mitgliederzahlen und internationalen Verbindungen einzelner Mitgliedsgewerkschaften s. die Artikel zu den Gewerkschaftsbünden.)
Über den Pan-Europäischen Regionalrat besteht in beiden Fällen eine Verbindung zum Europäischen Gewerkschaftsbund.